# Ndre Logoreci
Ndre Logoreci vagy olaszosan Andrea Logorezzi (Juban, 1830. október 25. – ?, 1891. december 29.) albán római katolikus főpap, 1888-tól 1891-ig szkopjei érsek. Anton Logoreci nagybátyja.

## Életútja
Alapiskoláit a shkodrai jezsuiták iskolájában végezte el, majd 1856. június 7-én pappá szentelték. 1886-ban Pasquale Guerini shkodrai érsek titkára, majd 1887. január 7-én az egyházmegye segédpüspöke lett. Megkérdezése nélkül, számára is teljesen váratlanul 1888. június 15-én megválasztották a Szkopjei főegyházmegye érsekévé. Főpapi székét húzódozva foglalta el, és végül nem is tudott megbirkózni az elődje, Fulgencije Carev által felhalmozott adóssággal. Kortársai hozzá nem értő, lusta és mohó embernek írták le, aki jóformán semmit nem tett semmit a macedóniai és koszovói katolikus kisebbség helyzetének javításáért. Influenzában halt meg.